# Bourneville, Ohio
Bourneville är en ort i Ross County i delstaten Ohio, USA.